# Kvakoš rodrigueský
Kvakoš rodrigueský či rodriguezský (Nycticorax megacephalus) je vyhynulým druhem volavkovitého ptáka, který se vyskytoval na ostrově Rodrigues v Maskarénském souostroví v Indickém oceánu. Jednalo se o zdejší endemit, který obýval sladkovodní bažiny ostrova.

## Historie

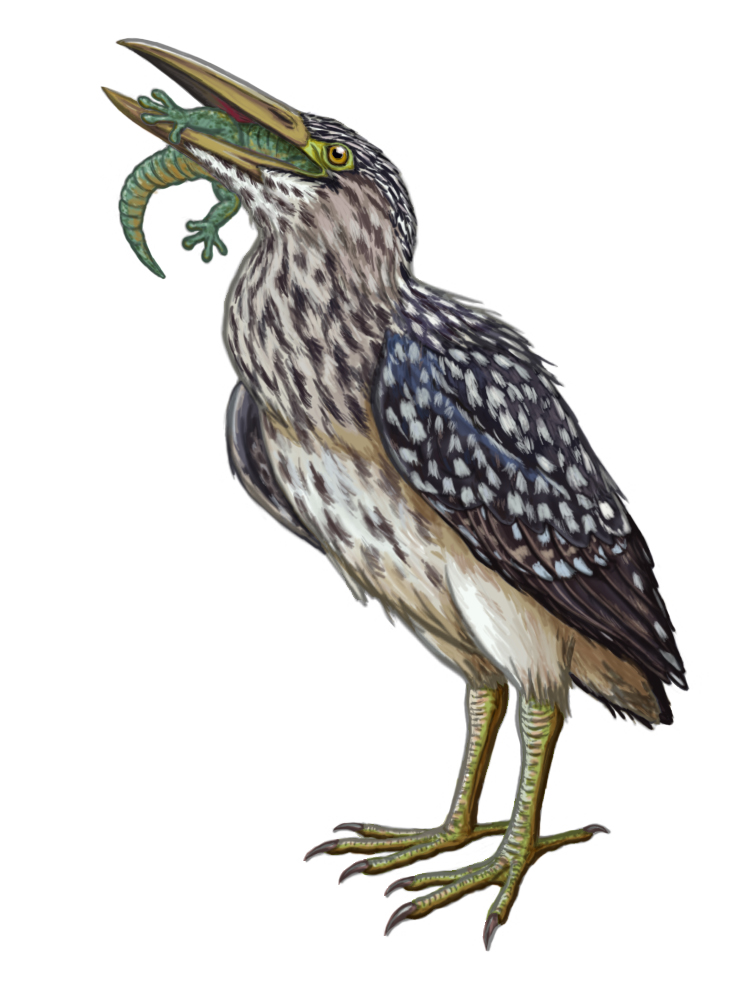
Rekonstrukce

Jediné informace o tomto druhu pocházejí z nalezených subfosilních pozůstatků a dobových zpráv. To, že kdysi na ostrově žil nějaký druh volavkovitého ptáka, potvrzují záznamy evropských osadníků z 18. století. Francouzský hugenot François Leguat, jenž vedl skupinu hugenotských uprchlíků z Francie, která se na konci 17. století usadila na ostrově Rodrigues, se zmiňoval o „druhu bukače, jenž byl téměř tak velký a chutný jako kapoun”. Podle Leguata se jednalo o důvěřivého ptáka, který lovil zdejší endemitní gekony. Podobné ptáky o velikosti volavky zmiňuje také průzkumník Julien Tafforet ve své knize Relation de l'isle Rodrigues z roku 1726. Podle Tafforeta se jednalo o špatného letce, avšak schopného běžce. Skupiny osadníků pod vedením Tafforeta a Leguata také představovaly jediné lidi, kteří ptáka viděli a popsali jeho chování. Matematik Alexandre Pingré, jenž se vydal na ostrov roku 1761 sledovat přechod Venuše, již ptáka nenašel – druh zřejmě vyhynul následkem introdukce nepůvodních dravců, silného odlesnění ostrova a lovu.
Následkem lidského osídlení ostrova došlo ke zničení velké části původních lesů a vyhynutí mnoha endemitních forem. Z vyhynulých rodriguezských ptáků lze jmenovat například dronta samotářského (Pezophaps solitaria), alexandra modrého (Psittacula exsul), chřástala Leguatova (Aphanapteryx leguati), špačka rodriguezského (Necropsar rodericanus), sovku zední (Mascarenotus murivorus) či holuba rodriguezského (Nesoenas rodericana).

## Systematika a popis
Na ostrově Rodrigues byly nalézány subfosilní pozůstatky volavkovitých ptáků, náležící pravděpodobně druhu, který pozoroval Leguat a Tafforet. Druh na základě těchto kosterních pozůstatků poprvé popsal francouzský vědec Alphonse Milne-Edwards roku 1874 pod jménem Ardea megacephala, tedy jako zástupce volavek z rodu Ardea. Následně roku 1879 dva ornitologové A. Günther a E. Newton, kteří měli k dispozici více subfosilního materiálu, identifikovali druh jako zástupce kvakošů a zařadili jej do dnes užívaného rodu Nycticorax. Podle těchto vědců byl kvakoš rodriguezský velký asi jako kvakoš noční (Nycticorax nycticorax), avšak s mohutnějším zobákem a krátkými křídly, která jej činila takřka nelétavým. Podle pozdějších výzkumů z 80. let 20. století křídla nebyla nijak extrémně krátká, avšak končetiny se staly mohutnějšími a delšími, jakožto adaptace pro život na zemi.